# Gornaja
Gornaja (ros. горная, pol. górski wiatr) – zachodni lub północno-zachodni wiatr na Jeziorze Bajkalskim, który gwałtownie schodzi z gór. Jest porywisty i silny. Zaczyna się nieoczekiwanie i szybko rośnie. Znakiem ostrzegawczym są chmury nad górami przy zachodnim wybrzeżu. Zazwyczaj gornaja występuje od października do listopada.